# Ioan de Capistrano

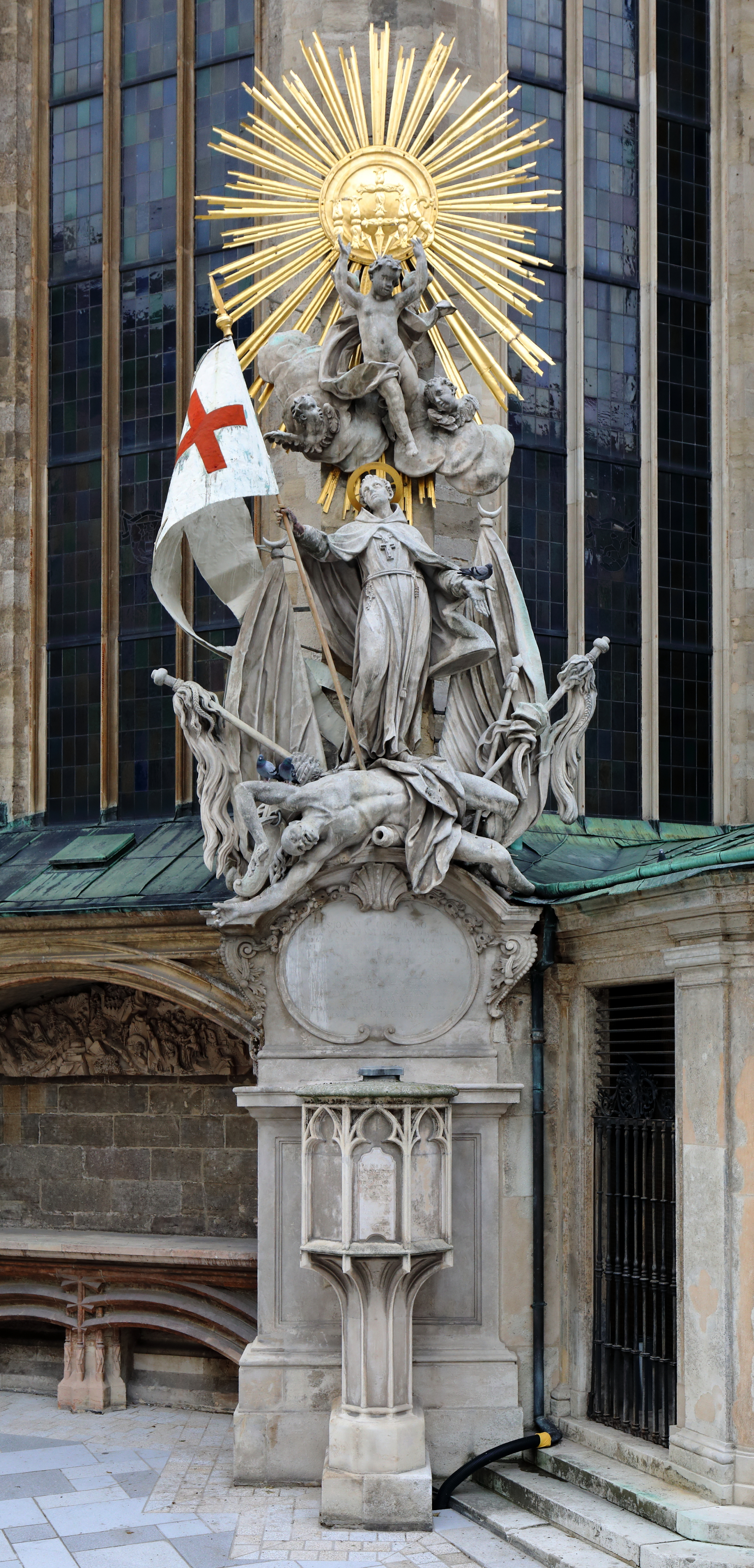
Amvonul lui Giovanni da Capistrano din Domul Sfântul Ștefan din Viena

Ioan de Capistrano (în italiană Giovanni da Capestrano, în croată Ivan Kapistran) (n. 24 iunie 1386, Capestrano, Abruzzo, Italia – d. 23 octombrie 1456, Ilok, Regatul Slavoniei, Austro-Ungaria) a fost un călugăr și teolog franciscan. 

## Biografie
S-a născut în satul italian Capestrano din Abruzzi. Tatăl său a ajuns în Italia făcând parte din suita lui Louis I de Anjou, regele din Napoli. În tinerețe a dus o viață seculară, studiind avocatura la Universitatea din Perugia sub îndrumarea eruditului Pietro de Ubaldis, s-a căsătorit și a devenit un magistrat de succes. În 1412 a fost numit guvernator al Perugiei de Ladislau de Napoli, pentru a stabili ordinea în regiunea tumultuoasă avută în feudă de acesta. După ce a izbucnit războiul între Perugia și Malatesta, în 1416, Giovanni a fost trimis ca ambasador să negocieze o pace, însă a fost aruncat în temniță de Malatesta. 
În captivitate, cuprins de disperare că și-a părăsit tânăra soție, susținând că relația mariajului nu a avut loc, a studiat religia cu Sf. Bernardino din Siena, împreună cu Sf. Giacomo della Marca, a devenit membru al Ordinului Franciscan la Perugia în 4 octombrie 1416. De atunci s-a dedicat unui regim ascetic foarte sever. A predicat idealurile cele mai stricte ale evangheliei, urmându-l pe Bernardino în predicile sale, iar începând din 1420 propovăduind el însuși, cu mult succes, în numeroase orașe. Spre deosebire de majoritatea propovăduitorilor de penitență italieni din secolul al XV-lea, Giovanni da Capestrano a fost efectiv în nord, în Germania, Boemia, Austria, Ungaria și Polonia. Cele mai mari biserici nu au făcut față mulțimilor, așa că a predicat în piețe; la Brescia a propovăduit unui public estimat la 126 000 de oameni. Când nu ținea predici, scria tratate împotriva ereziei de orice fel. Acest aspect al vieții lui Giovanni este descris cu detalii amănunțite de către primii biografi ai săi, Nicholas din Fara, Christopher din Varese și Girolamo din Udine. Așadar pe când evangheliza, era activ ocupat să-l ajute pe Bernardino cu reformele Ordinului Franciscan, mai ales în interesul mai strict al disciplinei ierarhice.
Ca și Sf. Bernardino din Siena, a propovăduit intens devotamentul pentru Numele Sfânt al lui Isus, și împreună cu el, a fost acuzat de erezie din această cauză. În 1429 Giovanni, laolaltă cu alți călugări, a fost chemat la Roma și acuzat de erezie, fiind ales de ceilalți ca apărător; călugării au fost achitați din ordinul cardinalilor catolici. 
A fost angajat adeseori ca ambasador de papii Eugen al IV-lea și Nicolae al V-lea, în care și-a făcut datoria cu strictețe. În 1439 a fost trimis ca nunțiu papal la Milano și Burgundia, în opoziție la cererile lui Amadeus al VIII-lea de Savoia (antipapa Felix al V-lea); în 1446 a fost trimis la regele Franței; în 1451 a fost trimis la cererea împăratului ca nunțiu apostolic în Austria. În această perioadă Giovanni a vizitat toate zonele Imperiului, predicând și luptând împotriva ereziei husiților; de asemenea a vizitat Polonia la rugămintea regelui Cazimir al IV-lea al Poloniei. În calitate de reprezentant al papei sau inchizitor, i-a persecutat pe ultimul Fraticelli din Ferrara, pe iezuiții din Veneția, pe evreii din Sicilia, Moldova și Polonia, și mai presus de toți pe husiții din Germania, Ungaria și Boemia; scopul său în ultimul caz a fost să facă imposibile întâlnirile dintre reprezentanții Romei și cei ai Boemiei, pentru că orice încercare de reconciliere i se părea că permite erezia.  
În final, după căderea Constantinopolului, ajuns la venerabila vârstă de 70 de ani, a fost trimis de Papa Calixtus al III-lea să propovăduiască o cruciadă împotriva Imperiului Otoman la Dieta de la Frankfurt în 1454. A reușit să adune o armată, care în vara anului 1456, avându-l pe Capistrano drept comandant al unui contingent, l-a ajutat pe Ioan Huniade să-i învingă pe turci în bătălia de la Belgrad, asediat de forțele sultanul Mehmed al II-lea. A murit de ciumă la câteva săptămâni după victorie.
Capistrano, în ciuda vieții sale tumultuoase, și-a făcut timp să lucreze, atât în timpul vieții maestrului său  Bernardino, cât și după, la reforma ordinului minor al Franciscanilor, și să-și susțină atât în scrieri cât și în discursuri, teoriile avansate referitoare la supremația papală față de cea a consiliilor de cardinali.
Anul canonizării sale este 1690 sau 1724. Ziua sa de celebrare religioasă a fost inițial la data morții sale, 23 octombrie; a fost schimbată pe 28 martie în 1890, când sărbătorirea sa a fost generalizată pentru întreaga Biserică Romano-Catolică. La reforma liturgică din 1969 s-a revenit la data de 23 octombrie.

## Legături externe
- Viețile sfinților (profamilia.ro) Arhivat în 18 octombrie 2007, la Wayback Machine.
- en  Enciclopedia catolică (newadvent.org)
- en  Forumul comunității catolice (catholic-forum.com)
- it  Sfinți și fericiți (santiebeati.it)
- it  Viețile sfinților (enrosadira.it)
- es  Viețile sfinților (corazones.org)